# Raymond Faro
Raymond Farro, également écrit Raymond Faro, est un responsable résistant corrézien de l’Armée secrète né le 18 mars 1909 à Alger et mort le 2 avril 1944 à Tulle.

## Biographie
Saint Cyrien, Raymond Farro est, en 1939, capitaine au 126e régiment d'infanterie à Brive. Dès 1941, il s'engage dans la Résistance intérieure française.
Sous le nom de « Fromonteil », il participe, en juin 1942, à une réunion secrète à l'Institution Saint-Joseph de Périgueux, avec Edmond Michelet, chef du mouvement de Résistance Combat en Limousin (région R5), qui le charge de constituer, au niveau local, l'Armée secrète (AS).
Devenu chef départemental de l'AS, puis régional, il nomme responsable de l'AS Corrèze Martial Brigouleix, de l'AS Dordogne André Boissière, de l'AS Creuse Albert Fossey-François, de l'AS Vienne Edmond Bernard et de l'AS Cher Georges.
À la suite de l'arrestation d'une grande partie de son équipe au début 1943, et poursuivi par la Gestapo, il change de planques et de pseudonymes. C'est ainsi qu'on le retrouve au Chatenest, Bordas, Le Bugue, Saint-Yrieix-la-Perche, Terrasson… sous les noms de Fromonteil, Charbonnaud, Rivière ou Rousseau. Le 12 mai 1943, alors qu'il est en déplacement à Châteauroux, la police allemande investit sa dernière planque, arrête et torture les occupants.
Il réorganise et fusionne alors les éléments militaires de l'AS, mais il est arrêté à Limoges le 2 novembre 1943. Il parvient à s'échapper lors de son transfert et s'installe près de Terrasson. Le 20 mars 1944, il est arrêté par la Gestapo, à Brive, en rendant visite à sa femme enceinte, qui est surveillée discrètement depuis des mois. Depuis le début de l'année 1944, à Tulle, une centaine de miliciens, dirigés par Henri Lafont et Pierre Bonny, arrivent pour prêter main-forte à la Gestapo et se livrent à l'horreur. Il tente de s'enfuir, mais, rattrapé, il est conduit à Tulle, à l'hôtel Saint Martin avec Roland Malraux, Louis Bertheau, Charles Delsanti et Harry Peulevé, également arrêtés dans d'autres circonstances, où il est torturé. Craignant qu'il ne s'échappe, ses bourreaux lui coupent les tendons d'Achille.
Incapable de marcher, il est fusillé le 2 avril suivant en représailles de l'embuscade de Cornil, après avoir été traîné.

## Mémoire
- Tulle : Stèle de la place de la Bride située devant l'école Turgot.